# 喜歡你 (Mr.Children單曲)
《喜歡你》，是日本樂團Mr.Children的第22張單曲。2002年1月1日發行。

## 簡介
距離前作《youthful days》僅兩個月就發售，原是富士系月九劇《西洋骨董洋菓子店》的插曲（《youthful days》是主題曲）。在2002年元旦發行。
歌曲PV有男演員窪塚洋介參與，講述一對患上絕症，必須嚴格單獨隔離治療的男孩和女孩，被送往一所研究室治療。他們的房間只隔著一塊玻璃，但卻永遠無法接觸；沉睡10年後，透過玻璃相見的兩人依然難以觸摸對方。這次，扮演一神秘角色的櫻井和壽在研究室內製造混亂，讓兩人能夠趁機逃出。這對戀人終於能夠相擁，也同時迎來死亡……
單曲發售後連續三個星期奪得Oricon單曲週榜冠軍，也成為2002年1月的月榜冠軍。總銷量51.3萬張，是2002年度日本單曲銷量第12位。

## 收錄曲目
1. 喜歡你（君が好き）
作詞、作曲：櫻井和壽；編曲：小林武史 & Mr.Children
2. 再見2001年（さよなら2001年）
作詞、作曲：櫻井和壽；編曲：小林武史 & Mr.Children

## 外部連結
- 唱片介紹（页面存档备份，存于） Mr.Children官方網站